# Palourde commune
Ruditapes decussatus
Pour les articles homonymes, voir palourde.
Espèce
Synonymes
- Venerupis decussata
- Tapes decussatus (Linné,1758)
- Venerupis decussatus
- Ruditapes decussata
- Venus truncata
- Paphia decussata

La palourde grise commune européenne (Ruditapes decussatus) est une espèce de mollusques bivalves de la famille des Veneridae.

## Dénomination
Palourde est un nom vernaculaire ambigu en français. Apparu au XVIe siècle, le nom de « Palourde » vient du latin peloris, nom latin d'un gros coquillage. Il peut désigner différentes espèces, parmi lesquelles la palourde commune. En Méditerranée, les palourdes portent le nom de « clovisse », un nom vernaculaire tout aussi ambigu qui viendrait du Provençal clauvisso, de claure « fermer ». 
La palourde commune, Ruditapes decussatus, peut aussi être désignée par les noms « palourde d'Europe », « palourde grise » ou « palourde croisée », voire une combinaison de ces différents noms - « palourde commune grise », par exemple. Dans le bassin d'Arcachon, la palourde commune porte également le nom local de « coutoye ».
Le nom scientifique Ruditapes decussatus fait référence à l'aspect rugueux de la coquille du mollusque, Ruditapes pouvant se traduire par « Tapisserie brute » et decussatus par « croisée ».

## Description
La palourde commune est un coquillage bivalve dont les deux parties de la coquille sont équivalves, elles sont de même taille et de forme semblable, ovale allongée, avec des umbos bien marqués. Ruditapes decussatus présente, en comparaison avec Ruditapes philippinarum une forme globalement plus droite sur l'un de ses bords. La couleur externe varie de blanchâtre à gris et peut présenter des nuances ou des motifs bruns. La taille moyenne des individus est de 4 à 5 cm.
Ruditapes decussatus

Valve droite et gauche du même spécimen:

Valve droite
Valve gauche

Ruditapes decussatus floridus

Valve droite et gauche du même spécimen:

Valve droite
Valve gauche

Les coquilles présentent des stries radiales très serrées et de fines stries concentriques assez prononcées qui donnent un aspect quadrillé. Parmi ces stries concentriques, les stades de croissance sont bien marqués. En revanche, de chaque côté du crochet de l'umbo, la lunule et l'écusson, s'ils sont distincts, sont mal définis.
À l'intérieur de la coquille, chaque valve porte trois dents articulaires. La dent centrale de la valve gauche et les dents centrale et postérieure de la valve droite sont bifides. Le sinus palléal est profond, en forme de U, et ne dépasse pas la ligne médiane des valves. Les cicatrices des muscles adducteurs, postérieurs comme antérieurs, sont bien marquées. La couleur interne est blanche, plus ou moins nuancée de jaune, avec une frange plus ou moins bleue le long du bord dorsal.
Les siphons de l'animal sont bien séparés sur toute leur longueur. C'est un point qui distingue la palourde commune Ruditapes decussatus de la palourde japonaise Ruditapes philippinarum

### Espèces ressemblantes
En raison de la grande variabilité de l'aspect des différentes palourdes, il peut y avoir risque de confusion avec un certain nombre d'autres espèces.
Ainsi on peut confondre aisément la palourde grise commune avec Ruditapes philippinarum, la palourde japonaise, importée dans les années 70 pour les besoins de la vénériculture. Depuis, celle-ci s'est répandue hors des élevages et est désormais un coquillage des plus abondants sur le littoral atlantique.
Il peut également y avoir confusion avec la palourde rose Polititapes rhomboides qui partage sensiblement le même biotope. Enfin, la palourde grise peut occasionnellement être confondue avec Polititapes aureus ou Venerupis corrugata, respectivement connue comme la palourde jaune et la palourde-poulette.

## Répartition et habitat
La palourde commune est endémique des côtes Nord-est de l'océan Atlantique, de l'Europe du Nord à l'Afrique, y inclus la Manche et la mer du Nord. On la trouve également le long des côtes méditerranéennes, en Adriatique, en mer Tyrrhénienne et en mer Égée. Elle est ainsi commune en Irlande, Angleterre, Belgique, France, Espagne, Algérie, Tunisie ou Italie. On peut également la croiser en mer Rouge.
La palourde commune vit, le long des côtes, enfoncée sur une quinzaine de centimètres dans le sable et la boue vaseuse à l'étage infra-littoral, sur les estrans, les étangs d'eaux saumâtres, les rias, les estuaires. On les retrouve à des profondeurs moyennes de 1 à 3 m. Elles peuvent cependant aller jusqu'à une dizaine de mètres de profondeur. Elles supportent des températures de l'eau de 5 à 30 °C, et une salinité de 15 à 40‰.

## Palourdes et environnement
À l'instar de nombreuses espèces de bivalves, c'est un organisme bioindicateur de la qualité du milieu.
Les cultures cellulaires de bivalves constituent un modèle expérimental précis et sensible pour l'évaluation de la toxicité des produits chimiques.
Comme tous les organismes filtreurs (dont bivalves tels que moule et huitre notamment), elle est souvent contaminée par divers métaux lourds, par des métalloïdes, et par des microplastiques (et Nalbone et ses collègues en 2024, ne constatent pas de différence dans l'abondance de ces microplastiques entre les palourdes fraîches et transformées vendues dans le commerce, mais ils montrent que la cuisson tend à fragmenter les microplastiques en particules plus petites) qu'elle peut bioaccumuler

## Recherche
Cette palourde fait l'objet d'une importante activité aquacole. Elle est donc l'objet de nombreuses recherches.